# Coffee Crisp

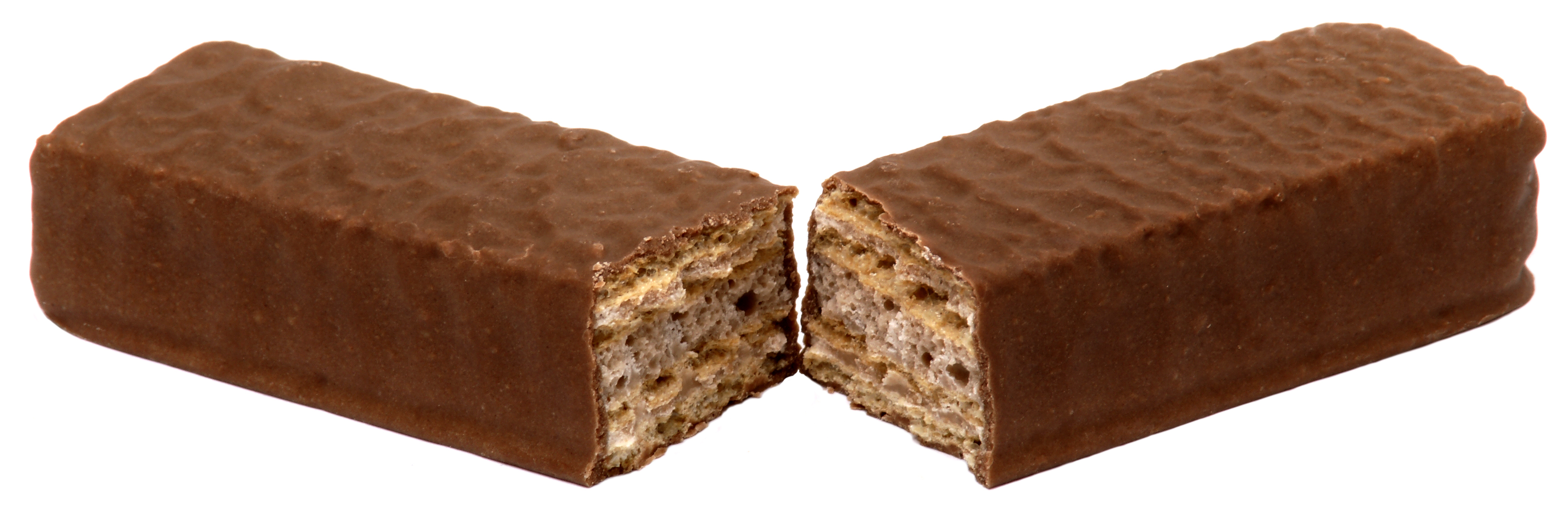
Coffee Crisp.

Coffee Crisp est une marque commerciale de confiserie chocolatée industrielle identifiant une barre chocolatée en gaufrette qui a une légère saveur de café. Son emballage est jaune. Elle est fabriquée par l'entreprise Nestlé.